# IK Hermes
Der IK Hermes ist ein schwedischer Eishockeyklub aus Stockholm, der sechs Jahre lang an der höchsten schwedischen Spielklasse teilnahm.

## Geschichte
Der Verein nahm von 1931 bis 1933 sowie in der Saison 1934/35 an der Elitserien, der damals höchsten schwedischen Spielklasse, teil. In der Saison 1935/36 sowie von 1940 bis 1942 trat die Mannschaft in deren Nachfolgeliga Svenska serien i ishockey an.
In den 1930er und 1940er Jahren nahm die Mannschaft zudem an der damals noch im Pokalmodus ausgetragenen schwedischen Meisterschaft teil. In den Spielzeiten 1932 und 1936 erreichte der IK Hermes jeweils das Halbfinale, unterlag beide Male jedoch dem späteren Meister Hammarby IF.